# Новобуяновское сельское поселение
Новобуя́новское се́льское поселе́ние (чув. Ҫӗнӗ Пуянкасси ял тӑрӑхӗ) — муниципальное образование в Янтиковском районе Чувашской Республики Российской Федерации.
Административный центр — деревня Новое Буяново.

## История
Статус и границы сельского поселения установлены Законом Чувашской Республики от 24 ноября 2004 года № 37 «Об установлении границ муниципальных образований Чувашской Республики и наделении их статусом городского, сельского поселения, муниципального района и городского округа».

## Население
| 2010 | 2012  | 2013 | 2014 | 2015 | 2016 | 2017 |
| ---- | ----- | ---- | ---- | ---- | ---- | ---- |
| 1036 | ↘1020 | ↘998 | ↘986 | ↘969 | ↘954 | ↘926 |
| 2018 | 2019  | 2020 | 2021 |      |      |      |
| ↘905 | ↘882  | ↘863 | ↘850 |      |      |      |

## Состав сельского поселения
| № | Населённый пункт | Тип населённого пункта          | Население |
| - | ---------------- | ------------------------------- | --------- |
| 1 | Новое Буяново    | деревня, административный центр | ↗612      |
| 2 | Старое Буяново   | деревня                         | ↗501      |